# Frontera entre Camerún y la República Centroafricana
La frontera entre la República Centroafricana y la República del Camerún es el límite que separa ambos países. Tiene 797 km de longitud.
Está situada en el este de Camerún y el oeste de la República Centroafricana.